# Theta Lyrae
Theta Lyrae ( θ Lyrae, förkortat Theta Lyr,  θ Lyr) som är stjärnans Bayerbeteckning, är en trippelstjärna belägen i den östra delen av stjärnbilden Lyran. Den har en skenbar magnitud på 4,35 och är synlig för blotta ögat. Baserat på parallaxmätning inom Hipparcosuppdraget på ca 4,2 mas, beräknas den befinna sig på ett avstånd av ca 770 ljusår (240 parsek) från solen.

## Egenskaper
Primärstjärnan i Theta Lyrae är en orange till röd ljusstark jättestjärna av spektralklass K0II. Den har en radie som är 57 gånger större än solens radie och en effektiv temperatur på 4 500 K.
Theta Lyrae omkretsas av följeslagare bestående av BD + 37° 3399 och BD + 37° 3399B av vilka den förra är en jättestjärna med skenbar magnitud på ca 10 och av spektralklass K2III. Den har därför nästan samma temperatur som Theta Lyrae, men är mindre och svagare. Den senare är en stjärna av 11:e magnituden men av okänd spektraltyp.